# Джоузеф Листър
Джоузеф Листър, 1-ви барон Листър (на английски: Joseph Lister, 5 април 1827 - 10 февруари 1912), известен като Лорд Листър, е английски хирург и пионер в асептичната хирургия, който допринася за разпространяването на стерилните техники в хирургията, докато работи в Глазгоуската кралска амбулатория.
Листър успешно въвежда карболовата киселина за стерилизиране на хирургическите инструменти и за почистване на рани, което от своя страна намалява следоперационни инфекции и прави хирургията по-безопасна за пациентите. Листър е и член на Британското кралско научно дружество.